# Wólka Ołudzka
Wólka Ołudzka est une localité polonaise de la gmina de Szczekociny, située dans le powiat de Zawiercie en voïvodie de Silésie.